# Rectificador de baterías
El rectificador industrial está diseñado para suministrar corriente continua segura y estabilizada a los servicios que por sus características precisan una alimentación fiable e ininterrumpida ante un posible corte de suministro en la red. Es usado para todas las aplicaciones que requieran de una fuente de corriente continua.

## Partes
El rectificador se compone de 3 partes fundamentales:
- Transformador: dispositivo eléctrico mediante el cual se disminuye la tensión de CA. Es decir convierte la energía eléctrica alterna con una tensión, en energía alterna de otro nivel de tensión, mediante inducción electromagnética. La frecuencia es la misma.
- Rectificador: es un dispositivo que transforma la corriente alterna en corriente continua. Lo que hace es convertir la señal alterna senoidal a una señal continua. Los circuitos rectificadores aptos para aplicaciones industriales están protegidos frente a sobretensiones tanto a la entrada como a la salida. El rectificador de forma de onda completa está diseñado para operar de una a tres fases de alimentación, dicho convertidor CA/CC emplea rectificadores controlados de silicio SCR (El SCR es un tipo de tiristor por el que pasa corriente durante la mitad del semiciclo positivo de CA y bloquea la mitad del ciclo negativo). Esto da como resultado un voltaje rectificado.
- Filtro: filtrado de la señal mediante condensadores, estabilizándola. El objetivo es que desaparezcan las ondulaciones (el rizado debe ser lo más pequeño posible). Un regulador elimina la oscilación del rizado. Se obtiene una tensión continua estabilizada.

## Funciones
Con el rectificador podemos:
- Recarga de baterías.
- Mantener cargada la batería (carga de flotación).
- Alimentar consumo constante en CC.